# Politique en Lot-et-Garonne
Cet article aborde les différents aspects de la politique en Lot-et-Garonne.

## Représentation politique et administrative

### Préfets et arrondissements

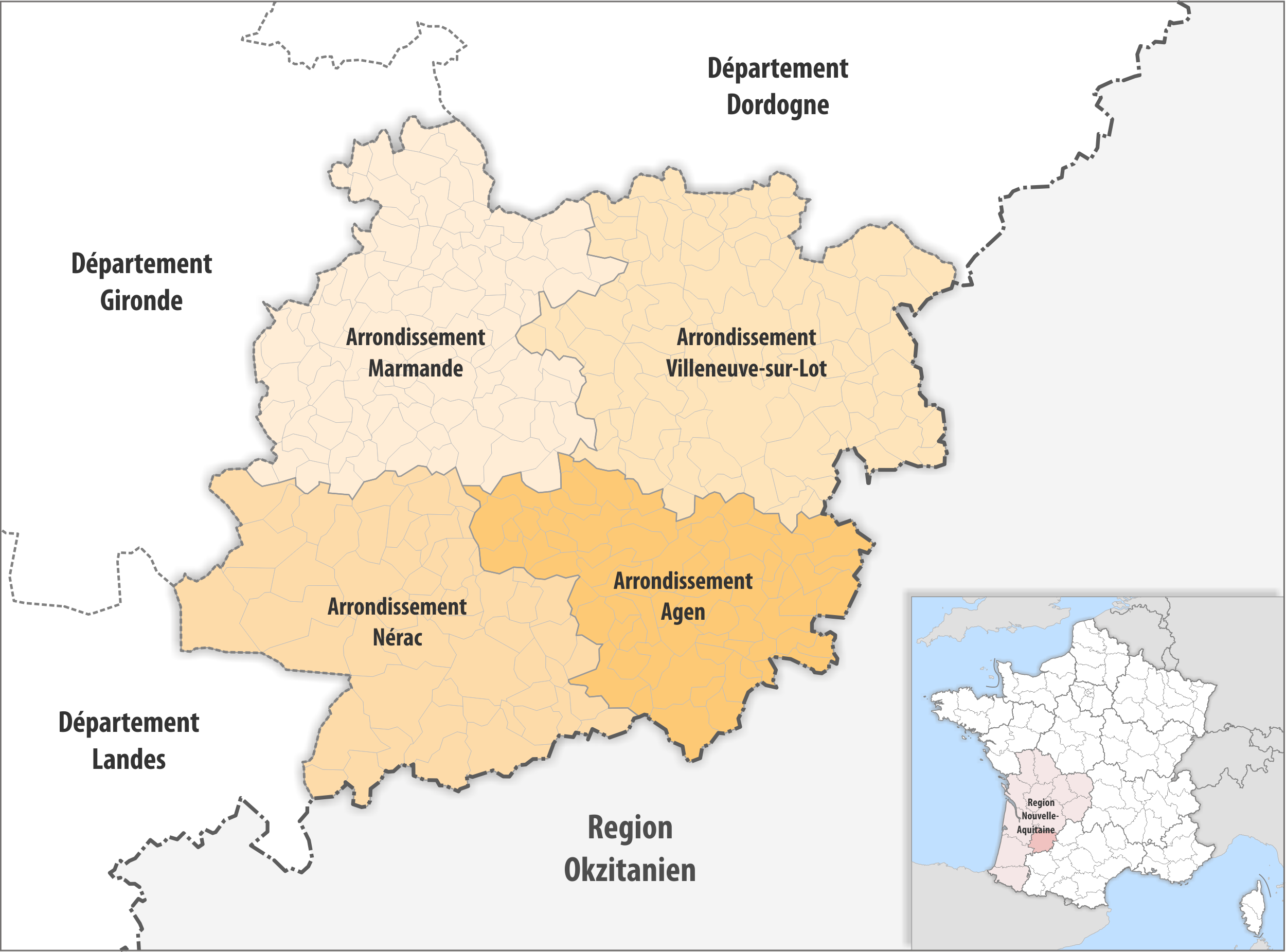
Carte des arrondissements de Lot-et-Garonne en 2019.

Le département de Lot-et-Garonne est découpé en quatre arrondissements regroupant les cantons suivants :
- Arrondissement d'Agen : 
Agen-Centre, Agen-Nord, Agen-Nord-Est, Agen-Ouest, Agen-Sud-Est, Astaffort, Beauville, Laplume, Laroque-Timbaut, Port-Sainte-Marie, Prayssas, Puymirol.
- Arrondissement de Marmande : 
Bouglon, Castelmoron-sur-Lot, Duras, Lauzun, Marmande-Est, Marmande-Ouest, Le Mas-d'Agenais, Meilhan-sur-Garonne, Seyches, Tonneins.
- Arrondissement de Nérac : 
Casteljaloux, Damazan, Francescas, Houeillès, Lavardac, Mézin, Nérac.
- Arrondissement de Villeneuve-sur-Lot : 
Cancon, Castillonnès, Fumel, Monclar, Monflanquin, Penne-d'Agenais, Sainte-Livrade-sur-Lot, Tournon-d'Agenais, Villeneuve-sur-Lot-Nord, Villeneuve-sur-Lot-Sud, Villeréal.

Depuis le redécoupage cantonal de 2014, un canton peut contenir des communes provenant de plusieurs arrondissements. Cela concerne les quatre cantons lot-et-garonnais suivants : Le Confluent, Les Forêts de Gascogne, Le Pays de Serres et Le Val du Dropt.
|              | Identité       | Circonscription administrative | Anciennes fonctions                                     |
| ------------ | -------------- | ------------------------------ | ------------------------------------------------------- |
| Préfet       | Daniel Barnier | Lot-et-Garonne                 | Préfet de la Nièvre                                     |
| Sous-préfets | Michel Gouriou | Arr. de Marmande               | Administrateur hors classe                              |
| Sous-préfets | Michel Gouriou | Arr. de Nérac                  | Administrateur hors classe                              |
| Sous-préfets | Arnaud Bourda  | Arr. de Villeneuve-sur-Lot     | Référent communication du tribunal administratif de Pau |

### Députés et circonscriptions législatives
Depuis le découpage électoral de 1986, le département comprend trois circonscriptions regroupant les cantons suivants :
- 1re circonscription : Agen-Centre, Agen-Nord, Agen-Nord-Est, Agen-Sud-Est, Agen-Ouest, Astaffort, Francescas, Laplume, Lavardac, Mézin, Nérac, Puymirol.
- 2e circonscription : Bouglon, Casteljaloux, Castelmoron-sur-Lot, Damazan, Duras, Houeillès, Lauzun, Marmande-Est, Marmande-Ouest, Le Mas-d'Agenais, Meilhan-sur-Garonne, Port-Sainte-Marie, Seyches, Tonneins.
- 3e circonscription : Beauville, Cancon, Castillonnès, Fumel, Laroque-Timbaut, Monclar, Monflanquin, Penne-d'Agenais, Prayssas, Sainte-Livrade-sur-Lot, Tournon-d'Agenais, Villeneuve-sur-Lot-Nord, Villeneuve-sur-Lot-Sud, Villeréal.

Députés de Lot-et-Garonne en 2024.

| Circ. | Nom              |  | Parti | Groupe                      | Suppléant        |
| ----- | ---------------- |  | ----- | --------------------------- | ---------------- |
| 1re   | Michel Lauzzana  |  | RE    | Ensemble pour la République | Chantal Borderie |
| 2e    | Hélène Laporte   |  | RN    | Rassemblement national      | Romain Chaumeil  |
| 3e    | Guillaume Lepers |  | LR    | Droite républicaine (app.)  | Émeline Rey      |

### Sénateurs
|  | Identité                  | Étiquette | Groupe | Première élection | Autres mandats (passés ou actuels)                                                       |
|  | ------------------------- | --------- | ------ | ----------------- | ---------------------------------------------------------------------------------------- |
|  | Christine Bonfanti-Dossat | LR        | REP    | septembre 2017    | Maire de Lafox (1995 → 2017) Conseillère départementale du Sud-Est agenais (2015 → 2017) |
|  | Michel Masset             | DVG       | RDSE   | septembre 2023    | Maire de Damazan (2008 → 2023) Conseiller départemental de Lavardac (2015 → 2023)        |

### Conseillers régionaux
Le conseil régional de  Nouvelle-Aquitaine compte 183 membres élus pour six ans dont 10 représentant le Lot-et-Garonne. Dans le détail, la liste d'union de la gauche « Nos territoires nos énergies avec Alain Rousset » a obtenu 5 sièges, le Rassemblement national (« Une région au service de la France ») 2, les Républicains (« Liste d'union de la droite et du centre ») 1, l'union du centre (« L'union fait la région ») 1, et les écologistes (« Nos terroirs notre avenir ») 1.
|                     | Sandrine Laffore      | PS     | 01 | Union de la gauche     | Parti socialiste et apparentés             |
|                     | Guillaume Moliérac    | PS     | 02 | Union de la gauche     | Parti socialiste et apparentés             |
|                     | Maud Caruhel *        | PS     | 03 | Union de la gauche     | Parti socialiste et apparentés             |
|                     | Jean-Luc Armand       | PRG    | 04 | Union de la gauche     | Parti radical de gauche Nouvelle-Aquitaine |
|                     | Delphine Eychenne     | DVG    | 05 | Union de la gauche     | Parti socialiste et apparentés             |
|                     | Sébastien Delbosq     | RN     | 01 | Rassemblement national | Rassemblement national                     |
|                     | Annick Cousin         | RN     | 02 | Rassemblement national | Rassemblement national                     |
|                     | Marie Costes          | LR-LMR | 01 | Les Républicains       | Les Républicains                           |
|                     | Jean Dionis du Séjour | MoDem  | 01 | Union du centre        | Centre et indépendants                     |
|                     | Maryse Combres        | LÉ     | 01 | Écologiste             | Écologiste et citoyen                      |
| * Vice-président(e) |                       |        |    |                        |                                            |

### Conseillers départementaux
Depuis le redécoupage cantonal de 2014, le nombre de cantons est passé de 40 à 21 avec un binôme paritaire élu dans chacun d'entre eux, soit 42 conseillers départementaux. À l'issue des élections départementales de 2015, la majorité sortante de gauche est reconduite et Pierre Camani (Parti socialiste) est élu à la présidence du conseil départemental par 26 voix et 16 votes blancs.
En mai 2019, après onze années de présidence, Pierre Camani quitte ses fonctions « pour des raisons personnelles » et est remplacé à la tête du conseil départemental par Sophie Borderie (PS, Marmande-2) qui obtient 26 suffrages contre 14 pour Guillaume Lepers et 2 votes blancs.
Le 1er juillet 2021, à la suite des élections départementales, Sophie Borderie est réélue pour un second mandat par 24 voix contre 16 pour Pierre Chollet, chef de file de l'opposition. On compte par ailleurs 2 bulletins blancs.
| Canton                   | Conseillers              | Partis | Partis | Groupes                 |
| ------------------------ | ------------------------ | ------ | ------ | ----------------------- |
| Agen-1                   | Christian Delbrel        |        | SE     | La dynamique citoyenne  |
| Agen-1                   | Clarisse Maillard        |        | SE     | La dynamique citoyenne  |
| Agen-2                   | Christian Dézalos        |        | PS     | Majorité départementale |
| Agen-2                   | Laurence Lamy            |        | PS     | Majorité départementale |
| Agen-3                   | Pierre Chollet           |        | HOR    | 100 % Lot-et-Garonne    |
| Agen-3                   | Baya Kherkhach           |        | DVD    | 100 % Lot-et-Garonne    |
| Agen-4                   | Béatrice Lavit           |        | PS     | Majorité départementale |
| Agen-4                   | Jean-Jacques Mirande     |        | PCF    | Majorité départementale |
| L'Albret                 | Nicolas Lacombe          |        | DVG    | Majorité départementale |
| L'Albret                 | Marylène Paillarès       |        | PS     | Majorité départementale |
| Le Confluent             | Philippe Bousquier       |        | LR     | 100 % Lot-et-Garonne    |
| Le Confluent             | Laurence Ducos           |        | DVD    | 100 % Lot-et-Garonne    |
| Les Coteaux de Guyenne   | Laurent Capelle          |        | DVG    | Majorité départementale |
| Les Coteaux de Guyenne   | Caroline Haure-Trochon   |        | PS     | Majorité départementale |
| Les Forêts de Gascogne   | Julie Castillo           |        | LMR    | 100 % Lot-et-Garonne    |
| Les Forêts de Gascogne   | Aymeric Dupuy            |        | DVD    | 100 % Lot-et-Garonne    |
| Le Fumélois              | Daniel Borie             |        | PS     | Majorité départementale |
| Le Fumélois              | Sophie Gargowitsch       |        | DVG    | Majorité départementale |
| Le Haut Agenais Périgord | Marcel Calmette          |        | PS     | Majorité départementale |
| Le Haut Agenais Périgord | Christine Gonzato-Roques |        | PCF    | Majorité départementale |
| Lavardac                 | Ludovic Biasotto         |        | DVG    | Majorité départementale |
| Lavardac                 | Valérie Tonin            |        | DVG    | Majorité départementale |
| Le Livradais             | Jacques Borderie         |        | LR     | 100 % Lot-et-Garonne    |
| Le Livradais             | Marie-Laure Grenier      |        | RE     | 100 % Lot-et-Garonne    |
| Marmande-1               | Joël Hocquelet           |        | PS     | Majorité départementale |
| Marmande-1               | Émilie Maillou           |        | PS     | Majorité départementale |
| Marmande-2               | Jacques Bilirit          |        | PS     | Majorité départementale |
| Marmande-2               | Sophie Borderie          |        | PS     | Majorité départementale |
| L'Ouest agenais          | Françoise Laurent        |        | PS     | Majorité départementale |
| L'Ouest agenais          | Paul Vo Van              |        | LÉ     | Majorité départementale |
| Pays de Serres           | Arnaud Devilliers        |        | RE     | 100 % Lot-et-Garonne    |
| Pays de Serres           | Émeline Rey              |        | DVC    | 100 % Lot-et-Garonne    |
| Sud-Est agenais          | Rémi Constans            |        | UDI    | 100 % Lot-et-Garonne    |
| Sud-Est agenais          | Cécile Genovesio         |        | DVD    | 100 % Lot-et-Garonne    |
| Tonneins                 | Vanessa Dallies          |        | DVD    | Les 47                  |
| Tonneins                 | Gilbert Dufourg          |        | DVD    | Les 47                  |
| Val du Dropt             | Danielle Dhélias         |        | PRG    | Majorité départementale |
| Val du Dropt             | Alain Picard             |        | PS     | Majorité départementale |
| Villeneuve-sur-Lot-1     | Bruno Lazzarini          |        | DVD    | 100 % Lot-et-Garonne    |
| Villeneuve-sur-Lot-1     | Patricia Suppi           |        | UDI    | 100 % Lot-et-Garonne    |
| Villeneuve-sur-Lot-2     | Thomas Bouyssonnie       |        | GRS    | Majorité départementale |
| Villeneuve-sur-Lot-2     | Annie Messina-Ventadoux  |        | LÉ     | Majorité départementale |

Le 1er juillet 2021, lors de la session d'installation du conseil départemental, six vice-présidentes et six vice-présidents ont été élus.
|     | Identité                 | Groupe | Attributions                                                                                              |
| --- | ------------------------ | ------ | --- |
| 1er | Nicolas Lacombe          | MAJ    | Politiques éducatives et collèges                                                                         |
| 2e  | Christine Gonzato-Roques | MAJ    | Développement social, insertion et habitat                                                                |
| 3e  | Christian Dézalos        | MAJ    | Finances, patrimoine, évaluation des politiques publiques, administration générale et ressources humaines |
| 4e  | Laurence Lamy            | MAJ    | Citoyenneté                                                                                               |
| 5e  | Jacques Bilirit          | MAJ    | Culture                                                                                                   |
| 6e  | Valérie Tonin            | MAJ    | Enseignement supérieur                                                                                    |
| 7e  | Daniel Borie             | MAJ    | Aménagement du territoire, infrastructures et mobilité                                                    |
| 8e  | Marylène Paillarès       | MAJ    | Sport, égalité femme-homme et lutte contre les discriminations                                            |
| 9e  | Joel Hocquelet           | MAJ    | Agriculture et forêt                                                                                      |
| 10e | Danielle Dhélias         | MAJ    | Ruralité, développement durable et environnement                                                          |
| 11e | Ludovic Biasotto         | MAJ    | Développement économique, tourisme et politiques contractuelles                                           |
| 12e | Annie Messina-Ventadoux  | MAJ    | Personnes âgées et démographie médicale                                                                   |

Par ailleurs, lors de cette même session inaugurale, des conseillères et conseillers départementaux délégués ont été désignés :
| Identité           | Groupe | Attributions                   |
| ------------------ | ------ | ------------------------------ |
| Laurent Capelle    | MAJ    | Numérique                      |
| Emilie Maillou     | MAJ    | Jeunesse                       |
| Marcel Calmette    | MAJ    | Langues régionales             |
| Alain Picard       | MAJ    | Personnes handicapées          |
| Thomas Bouyssonnie | MAJ    | Habitat                        |
| Francoise Laurent  | MAJ    | Anciens combattants et mémoire |

Groupes politiques
Le conseil départemental de Lot-et-Garonne compte quatre groupes politiques : un appartient à la majorité et trois à l'opposition. 
| Groupe                  | Sigle | Président         | Statut     | Effectif |
| ----------------------- | ----- | ----------------- | ---------- | -------- |
| Majorité départementale | MAJ   | Christian Dézalos | majorité   | 24       |
| 100 % Lot-et-Garonne    | CLG   | Pierre Chollet    | opposition | 14       |
| La dynamique citoyenne  | LDC   | Christian Delbrel | opposition | 2        |
| Les 47                  | L47   | Gilbert Dufourg   | opposition | 2        |

### Présidents d'intercommunalités
|                                                           |    | Intercommunalité                  | Président             | Parti | Parti | Élection | Population |
| --------------------------------------------------------- | -- | --------------------------------- | --------------------- | ----- | ----- | -------- | ---------- |
|                                                           | CA | Agglomération d'Agen              | Jean Dionis du Séjour |       | MoDem | 2013     | 101 684    |
|                                                           | CC | Albret Communauté                 | Alain Lorenzelli      |       | PRV   | 2017     | 25 858     |
|                                                           | CC | Bastides en Haut-Agenais Périgord | Auguste Florio        |       | DVG   | 2020     | 16 993     |
|                                                           | CC | Confluent et Coteaux de Prayssas  | José Armand           |       | PS    | 2023     | 17 900     |
|                                                           | CC | Coteaux et Landes de Gascogne     | Raymond Girardi       |       | PCF   | 2001     | 12 429     |
|                                                           | CC | Fumel Vallée du Lot               | Didier Caminade       |       | DVD   | 2017     | 24 608     |
|                                                           | CA | Grand Villeneuvois                | Guillaume Lepers      |       | LR    | 2020     | 47 507     |
|                                                           | CC | Lot et Tolzac                     | Line Lalaurie         |       | DVD   | 2020     | 7 374      |
|                                                           | CC | Pays de Duras                     | Bernadette Dreux      |       | LR    | 2008     | 5 735      |
|                                                           | CC | Pays de Lauzun                    | Émilien Roso          |       | LR    | 2020     | 10 330     |
|                                                           | CA | Val de Garonne Agglomération      | Jacques Bilirit       |       | PS    | 2020     | 60 269     |
| Intercommunalité dont le siège est situé hors département |    |                                   |                       |       |       |          |            |
|                                                           | CC | Deux Rives                        | Jean-Michel Baylet    |       | PRG   | 2002     | 18 899     |

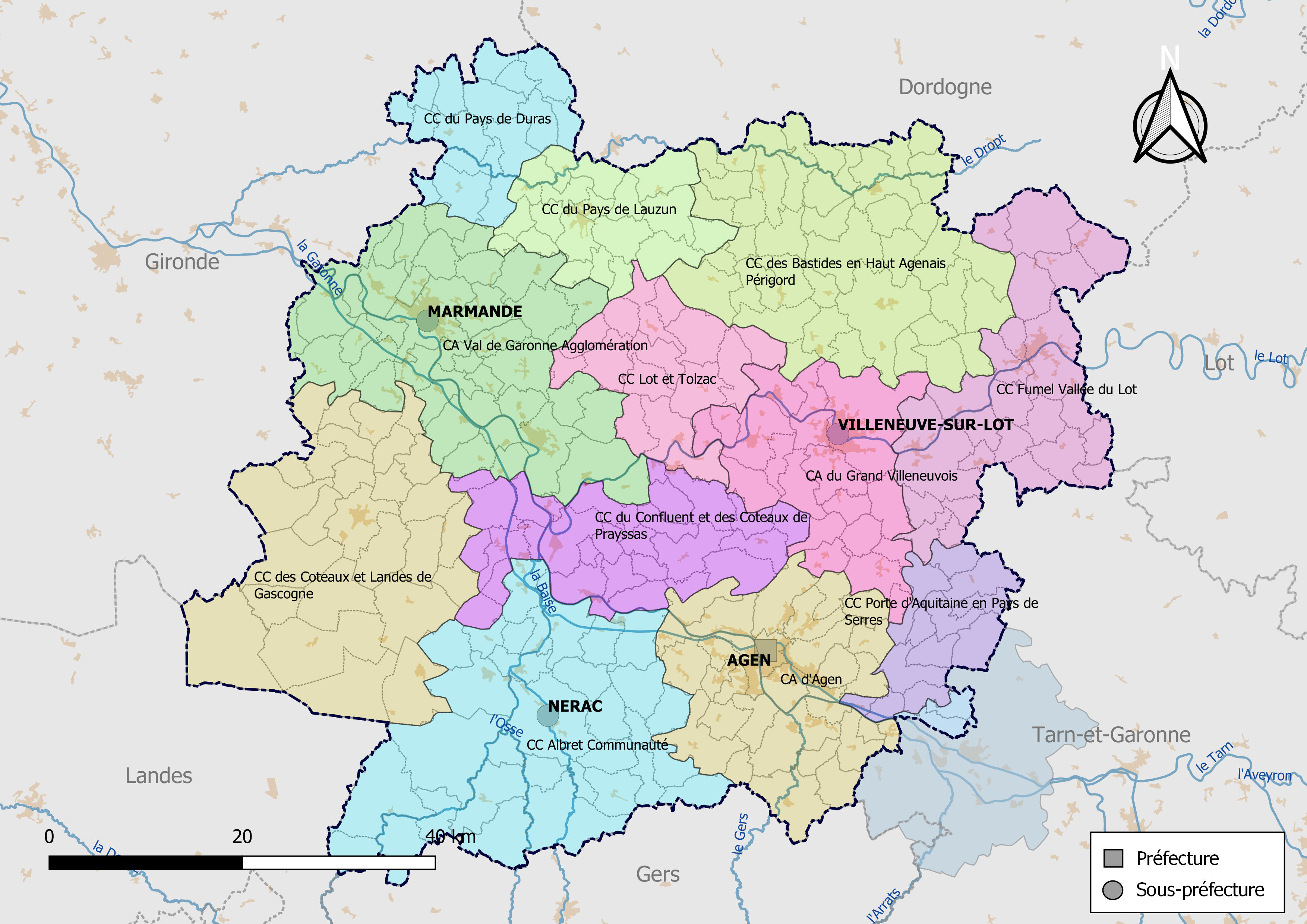
Carte des intercommunalités de Lot-et-Garonne au 1er janvier 2019.

Le département de Lot-et-Garonne est aussi divisé en cinq pays, au sens de la loi Voynet, qui regroupent plusieurs intercommunalités :
- le Pays de l'Agenais
- le Pays du Cœur d'Albret, qui réunit 34 communes du sud-ouest lot-et-garonnais ;
- le Pays du Dropt, qui regroupe trois communautés de communes septentrionales ;
- le Pays Val de Garonne Guyenne Gascogne, dans les régions de Marmande, Tonneins et Casteljaloux ;
- le Pays de la Vallée du Lot.

### Maires

Carte des 319 communes de Lot-et-Garonne au 1er janvier 2024.

| Agen                                                                 | Jean Dionis du Séjour |  | MoDem | 2008 | 32 193 |
| Aiguillon                                                            | Christian Girardi     |  | LR    | 2020 | 3 983  |
| Boé                                                                  | Pascale Luguet        |  | DVD   | 2020 | 5 784  |
| Bon-Encontre                                                         | Laurence Lamy         |  | DVG   | 2020 | 6 386  |
| Casteljaloux                                                         | Julie Castillo        |  | LMR   | 2017 | 4 639  |
| Foulayronnes                                                         | Bruno Dubos           |  | MoDem | 2014 | 5 480  |
| Fumel                                                                | Jean-Louis Costes     |  | LR    | 2001 | 4 696  |
| Layrac                                                               | Rémi Constans         |  | DVD   | 2014 | 3 913  |
| Marmande                                                             | Joël Hocquelet        |  | PS    | 2020 | 17 361 |
| Nérac                                                                | Nicolas Lacombe       |  | PS    | 2008 | 6 937  |
| Le Passage                                                           | Francis Garcia        |  | PS    | 2014 | 9 360  |
| Pont-du-Casse                                                        | Christian Delbrel     |  | SE    | 2014 | 4 192  |
| Pujols                                                               | Yvon Ventadoux        |  | LÉ    | 2014 | 3 776  |
| Tonneins                                                             | Dante Rinaudo         |  | DVD   | 2014 | 9 461  |
| Villeneuve-sur-Lot                                                   | Gérard Régnier        |  | DVD   | 2024 | 22004  |
| Étiquette des maires des communes de Lot-et-Garonne au 25 juin 2017. |                       |  |       |      |        |

## Résultats électoraux

### Élections présidentielles
- Élection présidentielle de 2022

- Élection présidentielle de 2017

Dans le département, Marine Le Pen arrive en tête au premier tour (25,03 % des exprimés) devant Emmanuel Macron (20,79 %). Ce dernier rassemble 59,47 % des suffrages exprimés au second tour.
- Élection présidentielle de 2012

François Hollande arrive en tête (26,91 %), comme au niveau national, devant Nicolas Sarkozy (25,32 %).
Au second tour, le candidat socialiste devient président en recueillant 51,35 % des voix en Lot-et-Garonne.
- Élection présidentielle de 2007

Le 22 avril 2007, les Lot-et-Garonnais placent Nicolas Sarkozy en tête au premier tour (29,17 % des suffrages) devant Ségolène Royal (25,22 % des suffrages).
Au second tour, Nicolas Sarkozy est élu avec 53,96 % des suffrages en Lot-et-Garonne.
- Élection présidentielle de 2002

Dans le département, c'est Jean-Marie Le Pen qui arrive en tête du premier tour, avec 18,91 % des suffrages, devant Jacques Chirac (17,46 %) et Lionel Jospin (15,74 %).
Au second tour, suivant la tendance au niveau national, c'est Jacques Chirac qui l'emporte avec 77,94 % des suffrages.

### Élections législatives
|      |      |      |      |      |      |      |      |      | 1re                                                | 1re                                                | 2e                                                 | 2e                                                 | 3e                                                 | 3e                                                 |
| ---- | ---- | ---- | ---- | ---- | ---- | ---- | ---- | ---- | -------------------------------------------------- | -------------------------------------------------- | -------------------------------------------------- | -------------------------------------------------- | -------------------------------------------------- | -------------------------------------------------- |
| 2024 | 2024 | 2024 | 2024 | 2024 | 2024 | 2024 | 2024 | 2024 |                                                    | Michel Lauzzana                                    |                                                    | Hélène Laporte                                     |                                                    | Guillaume Lepers                                   |
| 2022 | 2022 | 2022 | 2022 | 2022 | 2022 | 2022 | 2022 | 2022 |                                                    | Michel Lauzzana                                    |                                                    | Hélène Laporte                                     |                                                    | Annick Cousin                                      |
| 2017 | 2017 | 2017 | 2017 | 2017 | 2017 | 2017 | 2017 | 2017 |                                                    | Michel Lauzzana                                    |                                                    | Alexandre Freschi                                  |                                                    | Olivier Damaisin                                   |
| 2012 | 2012 | 2012 | 2012 | 2012 | 2012 | 2012 | 2012 | 2012 |                                                    | Lucette Lousteau                                   |                                                    | Matthias Fekl                                      |                                                    | Jérôme Cahuzac                                     |
| 2007 | 2007 | 2007 | 2007 | 2007 | 2007 | 2007 | 2007 | 2007 |                                                    | Jean Dionis du Séjour                              |                                                    | Michel Diefenbacher                                |                                                    | Jérôme Cahuzac                                     |
| 2002 | 2002 | 2002 | 2002 | 2002 | 2002 | 2002 | 2002 | 2002 |                                                    | Jean Dionis du Séjour                              |                                                    | Michel Diefenbacher                                |                                                    | Alain Merly                                        |
| 1997 | 1997 | 1997 | 1997 | 1997 | 1997 | 1997 | 1997 | 1997 |                                                    | Alain Veyret                                       |                                                    | Gérard Gouzes                                      |                                                    | Jérôme Cahuzac                                     |
| 1993 | 1993 | 1993 | 1993 | 1993 | 1993 | 1993 | 1993 | 1993 |                                                    | Paul Chollet                                       |                                                    | Georges Richard                                    |                                                    | Daniel Soulage                                     |
| 1988 | 1988 | 1988 | 1988 | 1988 | 1988 | 1988 | 1988 | 1988 |                                                    | Paul Chollet                                       |                                                    | Gérard Gouzes                                      |                                                    | Marcel Garrouste                                   |
| 1986 | 1986 | 1986 | 1986 | 1986 | 1986 | 1986 | 1986 | 1986 | Scrutin proportionnel plurinominal par département | Scrutin proportionnel plurinominal par département | Scrutin proportionnel plurinominal par département | Scrutin proportionnel plurinominal par département | Scrutin proportionnel plurinominal par département | Scrutin proportionnel plurinominal par département |
| 1981 | 1981 | 1981 | 1981 | 1981 | 1981 | 1981 | 1981 | 1981 |                                                    | Christian Laurissergues                            |                                                    | Gérard Gouzes                                      |                                                    | Marcel Garrouste                                   |
| 1978 | 1978 | 1978 | 1978 | 1978 | 1978 | 1978 | 1978 | 1978 |                                                    | Christian Laurissergues                            |                                                    | Hubert Ruffe                                       |                                                    | Marcel Garrouste                                   |
| 1973 | 1973 | 1973 | 1973 | 1973 | 1973 | 1973 | 1973 | 1973 |                                                    | Christian Laurissergues                            |                                                    | Hubert Ruffe                                       |                                                    | Édouard Schloesing                                 |
| 1968 | 1968 | 1968 | 1968 | 1968 | 1968 | 1968 | 1968 | 1968 |                                                    | Georges Caillau                                    |                                                    | Guy Bégué                                          |                                                    | Édouard Schloesing                                 |
| 1967 | 1967 | 1967 | 1967 | 1967 | 1967 | 1967 | 1967 | 1967 |                                                    | Jacques Bordeneuve                                 |                                                    | Hubert Ruffe                                       |                                                    | Édouard Schloesing                                 |
| 1962 | 1962 | 1962 | 1962 | 1962 | 1962 | 1962 | 1962 | 1962 |                                                    | Gabriel Lapeyrusse                                 |                                                    | Hubert Ruffe                                       |                                                    | Édouard Schloesing                                 |
| 1958 | 1958 | 1958 | 1958 | 1958 | 1958 | 1958 | 1958 | 1958 |                                                    | Gabriel Lapeyrusse                                 |                                                    | Joseph Turroques                                   |                                                    | Jacques Raphaël-Leygues                            |

### Élections sénatoriales
- Élections sénatoriales de 2023

- Élections sénatoriales de 2017

- Élections sénatoriales de 2011

Henri Tandonnet (NC, 51,68 %) et Pierre Camani (PS, 51,57 %) sont élus sénateurs.

### Élections régionales
- Élections régionales de 2021

- Élections régionales de 2015

La majorité socialiste menée par Alain Rousset au niveau régional et Mathias Fekl en Lot-et-Garonne est reconduite avec 38,7 % des voix, devant les listes du FN (30,93 %) et de la droite républicaine (30,37 %), menées respectivement dans le département par Étienne Bousquet-Cassagne et Marie Costes.
- Élections régionales de 2010

Comme au niveau régional, Alain Rousset est réélu à la tête du Conseil régional d'Aquitaine avec 52,18 % des voix contre 32,28 % pour Xavier Darcos.
- Élections régionales de 2004

Dans le département, Alain Rousset l'emporte (PS, 48,02 %) devant Xavier Darcos (UMP, 33,68 %) et Jacques Colombier (FN, 18,30 %).

### Élections municipales
| Commune            | Parti (2020) | Parti (2014) | Parti (2008) | Parti (2001) | Parti (1995) | Parti (1989) | Parti (1983) | Parti (1977) |
| ------------------ | ------------ | ------------ | ------------ | ------------ | ------------ | ------------ | ------------ | ------------ |
| Agen               | MoDem        | UDI          | NC           | PS           | UDF          | UDF          | UDF          | PRV          |
| Aiguillon          | LR           | PS           | PS           | UDF          | UDF          | PS           | PS           | PS           |
| Boé                | DVD          | PS           | PS           | PS           | PS           | PS           | PS           | PS           |
| Bon-Encontre       | DVG          | PS           | PS           | PS           | PS           | PS           | DVD          | MRG          |
| Casteljaloux       | LMR          | UMP          | UMP          | UDF          | UDF          | RPR          | RPR          | CNIP         |
| Foulayronnes       | MoDem        | MoDem        | DVD          | DVD          | DVD          | PS           | PS           | PS           |
| Fumel              | LR           | UMP          | UMP          | RPR          | RPR          | PS           | RPR (app.)   | RPR (app.)   |
| Layrac             | DVD          | DVD          | NC           | DVD          | DVD          | RPR          | RPR          | DVG          |
| Marmande           | PS           | UMP          | PS           | PS           | PS           | PS           | PS           | PR           |
| Nérac              | PS           | PS           | PS           | UDF          | UDF          | UDF          | UDF          | PCF          |
| Le Passage         | PS           | PS           | NC           | UDF          | CNIP         | CNIP         | CNIP         | CNIP         |
| Pont-du-Casse      | SE           | SE           | UMP          | UDF          | UDF          | UDF          | UDF          | PRV          |
| Pujols             | LÉ           | EELV         | PS           | PS           | n.c.         | n.c.         | n.c.         | n.c.         |
| Tonneins           | DVD          | DVD          | DVD          | DVD          | PS           | PS           | PS           | PS           |
| Villeneuve-sur-Lot | LR           | PS           | PS           | PS           | RPR          | UDF          | DVD (ex-RPR) | PR           |

- Élections municipales de 2020

- Élections municipales de 2014

Au cours de ces élections, le maire d'Agen Jean Dionis du Séjour est conforté au premier tour, Marmande bascule à droite (Daniel Benquet) tandis que Le Passage tombe à gauche (Christian Garcia). Villeneuve-sur-Lot comme Nérac restent des bastions socialistes (malgré une poussée du FN à Villeneuve-sur-Lot). Foulayronnes élit un maire MoDem (Bruno Dubos) et Pujols un maire écologiste (Yvon Ventadoux).
- Élections municipales de 2008

Les élections municipales de 2008 voient notamment le basculement à droite d'Agen par l'élection de Jean Dionis du Séjour face à son adversaire socialiste, Alain Veyret, maire sortant.
À Villeneuve-sur-Lot, Jérôme Cahuzac (PS) tout comme Gérard Gouzes (PS) à Marmande, conserve son poste de maire.

## Hommes politiques lot-et-garonnais célèbres
- Armand Fallières (1841-1931), président de la République française de 1906 à 1913, président du Sénat de 1899 à 1906, président du conseil en 1883 ;
- Joseph Chaumié (1849-1919), cofondateur de l'Alliance démocratique, un des principaux partis de la IIIe République ;
- Georges Leygues (1857-1933), président du conseil sous la présidence d'Alexandre Millerand de 1920 à 1921 ;
- L'amiral François Darlan (1881-1942), vice-président du conseil de Philippe Pétain ;
- Henri Caillavet (1914-2013), député, sénateur, secrétaire d'État, figure du radicalisme de gauche ;
- Jean François-Poncet (1928-2012), ministre des Affaires étrangères de Valéry Giscard d'Estaing de 1978 à 1981 ;
- Jérôme Cahuzac (1952-), ministre du Budget de mai 2012 à mars 2013 sous les gouvernements Ayrault I et II, député de la 3e circonscription de Lot-et-Garonne de 2007 à 2012 ;
- Jean Dionis du Séjour (1956-), député de la 1re circonscription de Lot-et-Garonne de 2002 à 2012, maire d'Agen depuis 2008, figure des centristes.